# Старожитності Лукомор'я
«Старожитності Лукомор'я» — український науковий електронний рецензований журнал, що являє собою мультидисциплінарний майданчик для дискусій з ключових питань української та загальної історії як професійних дослідників України та зарубіжжя, так і науковців-початківців.
Входить до групи «Б» переліку фахових видань України (Наказ МОН України № 1471 від 26.11.2020 р. / додаток 3)
Заснований у 2020 році (рішення Правління Миколаївської обласної організації Національної спілки краєзнавців України, протокол № 1, від 13.03.2020 р.). Засновники: Миколаївська обласна організація Національної спілки краєзнавців України (м. Миколаїв) та Науково-дослідний центр «Лукомор'я» (м. Миколаїв).

## Редакційна політика
Місія журналу — публікація оригінальних статей, рецензій та оглядів з історії й археології України та світу з найдавніших часів і до сьогодення. А також підвищення рівня наукових досліджень і розвиток міжнародного наукового співробітництва у рамках даної теми.
Мета журналу полягає у висвітленні нового погляду на ключові проблеми світової історії та місце в ній України, що спирається на сучасні наукові підходи та максимально широке коло доступних історичних джерел, осмислення подій, явищ і процесів минулого у контексті соціальної, інтелектуальної, економічної, демографічної та військової історії тощо. Важливим є представлення нових напрямків історичної науки у міждисциплінарному розрізі: історико-політичного й історико-філософського підходів, соціальної й етнічної історії, історії науки і техніки, історичної демографії тощо, для відображення широкого спектру поглядів на хід світової й української історії, висвітлення взаємодії соціально-економічних, політичних і соціокультурних аспектів в історичному розвитку, показати вплив людського фактора в історичному процесі.
Редакційна рада вітає міждисциплінарні дослідження й академічну полеміку на сторінках журналу, розглядаючи його як майданчик для презентації різних точок зору, світоглядних концепцій, методологічних підходів до вирішення проблем української та світової історії.
Важливий акцент робиться на локальній історії та історичному краєзнавстві, а також на проблемному підході до вивчення історії окремих регіонів України, українських громад за кордоном, історії націй і народів на теренах України.
Журнал використовує ліцензію відкритого доступу Creative Commons Attribution 4.0 International License.

## Головний редактор
- Савченко Віктор Анатолійович (з 2020)

## Редакційна колегія
- Вовчук Людмила — заступник головного редактора, к.і.н., доцент, Чорноморський національний університет імені Петра Могили (Миколаїв, Україна)
- Бажан Олег — к.і.н., старший науковий співробітник, Інститут історії НАН України (Київ, Україна)
- Біаджи Паоло — PhD (історія), професор, Університет Ка' Фоскарі (Венеція, Італія)
- Габро Ірина — к.політ.н., доцент, Чорноморський національний університет імені Петра Могили (Миколаїв, Україна)
- Куриляк Валентина — к.техн.н., PhD, доцент, Український гуманітарний інститут (Буча, Київська область, Україна)
- Пархоменко Владислав — д.і.н., професор, Миколаївський національний університет імені В.Сухомлинського (Миколаїв, Україна)
- Піструіл Ігор — к.і.н., ст. наук. співробітник, Одеський археологічний музей (Одеса, Україна)
- Сапожников Ігор — д.і.н., ст. наук. співробітник, Інститут археології НАН України (Одеса, Україна)
- Сініка Віталій — к.і.н., Придністровський державний університет імені Т. Г. Шевченка (Тирасполь, Молдова)
- Тельнов Микола — к.і.н., Інститут культурної спадщини Міністерства освіти, культури та досліджень Молдови (Кишинів, Молдова)
- Тригуб Олександр — д.і.н., професор, Миколаївський національний університет імені В.Сухомлинського (Миколаїв, Україна)
- Федоренко Михайло — к.і.н., доцент, Національний університет кораблебудування імені Адмірала Макарова (Миколаїв, Україна)
- Хмель Анастасія — к.і.н., доцент, Чорноморський національний університет імені Петра Могили (Миколаїв, Україна)